# Elan (rzeka w Rumunii)
Elan – rzeka w Rumunii, prawy dopływ Prutu.
Długość rzeki wynosi 73 km, powierzchnia dorzecza 906 km². Przepływa przez powiaty Vaslui i Galati.